# Walsura pinnata
Walsura pinnata là một loài thực vật có hoa trong họ Meliaceae. Loài này được Hassk. miêu tả khoa học đầu tiên năm 1855.